# Luigi Segato
Luigi Segato (Belluno, 22 gennaio 1856 – Torino, 22 dicembre 1940) è stato un generale italiano, che ricoprì l'incarico di Sottosegretario di Stato alla guerra nel terzo governo di Giovanni Giolitti dal 2 gennaio al 13 dicembre 1908. Durante il corso della prima guerra mondiale fu comandante del XII, del IX e del I Corpo d'armata.

## Biografia
Nacque a Belluno nel 1856. Arruolatosi nel Regio Esercito frequentò la Regia Accademia Militare di Artiglieria e Genio di Torino da cui uscì con il grado di sottotenente assegnato all'arma di artiglieria nel 1876. Successivamente frequentò la Scuola di guerra e quindi passò in servizio presso il  Corpo di Stato maggiore. Insegnò “arte militare terrestre” la Regia Accademia Navale di Livorno e quindi prestò servizio come maggiore presso il 20º Reggimento fanteria. Dal 1895 al 1899 insegnò “comunicazioni” presso la Scuola di guerra dell'esercito. Colonnello nel 1900, comandò il 75º Reggimento fanteria. Due anni dopo fu Capo di stato maggiore di Corpo d'armata e dal 1904 al 1906 comandò in seconda la Scuola di guerra. Maggior generale comandante la Brigata Calabria nel 1906, all'inizio del 1908 fu nominato Sottosegretario di Stato alla guerra nel terzo governo di Giovanni Giolitti. Passò poi a comandare la Brigata Palermo venendo promosso tenente generale nel 1911, e poi comandò la Scuola di guerra sino al 1914, anno nel quale assunse il comando della Divisione militare di Torino. Comandante il XII Corpo d'armata schierato in Carnia nel 1915, alla testa di esso entrò in guerra contro l'Impero austro-ungarico il 24 maggio dello stesso anno. Assunse poi il comando del IX Corpo d'armata, sostituendo il generale Pietro Marini il 20 giugno. Decorato con una Medaglia d'argento al valor militare, il 29 ottobre fu sostituito, ufficialmente per motivi di salute, dal generale Oscar Boffi. In realtà la sua sostituzione fu voluta da Luigi Cadorna a causa di un suo rapporto indirizzato al Comando Supremo in cui riferiva il deplorevole stato morale e disciplinare delle sue truppe. Divenuto comandante del I Corpo d'armata operante nel settore del Cadore il 4 marzo 1916, in sostituzione di Settimio Piacentini, mantiene l'incarico sino al 12 maggio 1917, quando è sostituito da Gaetano Giardino.  Nel 1917 divenne comandante del Corpo d'armata territoriale di Bologna, mantenendolo fino alla fine del conflitto.  Transitò in posizione ausiliaria nel 1919. Con Regio Decreto del 12 dicembre 1923 fu nominato generale di corpo d'armata e qualche anno dopo passò nella riserva. Decorato con la Gran croce dell'Ordine dei Santi Maurizio e Lazzaro si spense a Torino nel corso 1940.

## Pubblicazioni
- L'Italia nella Guerra Mondiale, in quattro volumi, Casa Editrice Vallardi, Milano, 1935.
- L'Esercito italiano oltre i confini (1915-1920). Casa Editrice Vallardi, 1936.

### Annotazioni
1. ↑  Ministro della guerra era l'onorevole Severino Casana.

### Fonti
1. 1 2 3 4 5 6 7 8 9 10 11 12  Digilander Libero.
2. ↑   Calendario generale del Regno d'Italia, 1889,  p. 819. URL consultato il 12 marzo 2021.
3. ↑  Gazzetta Ufficiale del Regno d'Italia n.303 del 29 dicembre 1891, pag.5141.
4. ↑  Gazzetta Ufficiale del Regno d'Italia n.182 del 1 agosto 1914, pag.4265.
5. ↑  Coltrinari storia militare.
6. ↑  Coltrinari storia militare.
7. ↑  Archivio di stato Bologna.
8. ↑   Bollettino ufficiale delle nomine, promozioni e destinazioni negli ufficiali e sottufficiali del R. esercito italiano e nel personale dell'amministrazione militare, 1924,  p. 255. URL consultato il 12 marzo 2021.
9. ↑   Bollettino ufficiale delle nomine, promozioni e destinazioni negli ufficiali e sottufficiali del R. esercito italiano e nel personale dell'amministrazione militare, 1918,  p. 2804. URL consultato il 12 marzo 2021.
10. ↑  Supplemento ordinario alla Gazzetta Ufficiale del Regno d'Italia n.121 del 17 maggio 1915, pag.3036.
11. ↑  Supplemento ordinario alla Gazzetta Ufficiale del Regno d'Italia n.250 del 2 novembre 1938, pag.10.